# Соревнования по StarCraft II
Профессиональная сцена StarCraft II включает киберспортсменов, соревнующихся в стратегии реального времени StarCraft II, созданной Blizzard Entertainment. Турниры по игре стали проводиться сразу после её выхода в 2010 году, поскольку игра была долгожданным сиквелом StarCraft, считающейся одной из первых киберспортивных дисциплин и причиной популярности и успешности киберспорта в Южной Корее. Текущие соревнования сосредоточены вокруг Global StarCraft II League в Южной Корее и открытого рейтинга World Championship Series за её пределами, объединённых под эгидой StarCraft II World Championship Series.

## История

### Предрелизные ожидания
До выпуска StarCraft II, игра StarCraft: Brood War называлась самой успешной киберспортивной дисциплиной. Она содержала собственную ранговую систему и называлась национальным досугом Южной Кореи, где два телевизионных канала специализировались на трансляциях профессиональных матчей по этой дисциплине. Проведение профессиональных соревнований привело к созданию корейской киберспортивной ассоциации KeSPA и организованной ею профессиональной командной лиги StarCraft Proleague. KeSPA считается основателем успешной инфраструктуры и профессиональной сцены в стране. Это с одной стороны привело к очень высоким ожиданиям спортивного успеха сиквела, с другой — вызвало конфликт между KeSPA и Blizzard Entertainment, вылившийся в трёхлетнюю судебную битву между ними. Это означало, что KeSPA не собиралась переходить на StarCraft II после её выпуска.
Первые крупные турниры по StarCraft II прошли во время фазы бета-тестирования, за несколько месяцев до выпуска. Из них можно отметить HDH Invitational и организованный Шоном «Day[9]» Плоттом турнир King of the Beta. Успех ранних мероприятий — как среди зрителей, так и среди спонсоров, — закрепил высокие ожидания к профессиональной сцене игры к её выпуску в июле 2010 года.

### Ранний успех
После выпуска, StarCraft II быстро стал успешной киберспортивной дисциплиной, став основным мероприятием на множестве турниров с большим призовым фондом. Одними из первых крупных киберспортивных турниров стали IEM Season V — Global Challenge Cologne и 2010 MLG Pro Circuit Raleigh, организованные Intel Extreme Masters и Major League Gaming и проведённые через несколько месяцев после выпуска игры. Вскоре после этого была организована первая профессиональная лига в Южной Корее, которой стала Global StarCraft II League (GSL) под руководством GOMTV. Игра также стала основным мероприятием на Dreamhack, начиная с ноября 2010 года, и Assembly того же года. Ранняя популярность дисциплины привела к созданию множества турниров исключительно по StarCraft II и за пределами Кореи, включая возрождение основного соревнования TeamLiquid по StarCraft, Team Liquid StarCraft League (TSL), и создание North American Star League (NASL).
26 мая 2010 года было подписано соглашение между Blizzard и GOMTV, позволившее последним создать и транслировать в Южной Корее GSL, начавшуюся с серии из трёх открытых турниров с призовым фондом в 170 000 долларов США каждый. Это соглашение последовало за решением Blizzard прекратить переговоры с KeSPA и работать с другим партнёром для продвижения StarCraft II в качестве киберспортивной дисциплины в Южной Корее. Согласно комментарию Public Knowledge, «условия использования Battle.net утверждают, что „использование сервиса для любых киберспортивных или групповых соревнований спонсируемых, продвигаемых или обеспечиваемых любыми коммерческими или некоммерческими организациями без предварительного письменного согласия Blizzard“ является нарушением соглашения и несоблюдением интеллектуальных прав Blizzard на подлежащую игру». После того, как GSL перешла на постоянный формат лиг в 2011 году с двумя уровнями игры, Code S и Code A, GOMTV основала первую профессиональную корейскую командную лигу по StarCraft II — Global StarCraft II Team League. Одновременно была основана киберспортивная федерация (e-Sports Federation, eSF), предоставляющая команды для участия в лиге.

### Переход KeSPA и пик
В конце 2011 и 2012 годах StarCraft II находился на пике популярности, являясь крупнейшей киберспортивной дисциплиной в мире. На StarCraft II перешла KeSPA и принадлежащие ей турниры — StarCraft Proleague (SPL) и Ongamenet Starleague (OSL). После перехода лиг и киберспортивных команд, StarCraft II обогнал StarCraft по популярности в Южной Корее. В 2012 году Blizzad Entertainment организовала World Championship Series (WCS), серию киберспортивных соревнований, включающую в себя более 30 оффлайн-турниров и заканчивающуюся финалом в Китае в рамках Battle.net World Championship Series Global Finals.
Через несколько лет после прекращения переговоров, Blizzard и KeSPA возобновили диалог, в результате чего KeSPA получила лицензию на проведение турниров в 2012 году, а Ongamenet анонсировала проведение соревнований по StarCraft II с лета 2012 года. Это привело к явной конкуренции с GSL и GSTL, в результате которой произошло разделение команд, когда команды eSF выступали в GSTL, а команды KeSPA — в SPL.

### Отказ и конец Proleague
Начиная с выхода Heart of the Swarm в начале 2013 года, WCS перешла на формат лиг. Blizzard закрепили свои позиции на профессиональной сцене StarCraft II, введя систему очков WCS, определяющих, кто будет выступать на крупнейшем турнире года, WCS Global Finals. Это привело к снижению количества мероприятий, не включённых в WCS. В 2014 году Major League Gaming объявила, что проводят свой последний турнир по StarCraft II; в конце 2012 года закрылась NASL. Некорейская сцена быстро стала практически целиком фокусироваться на мероприятиях WCS.
В Корее прошёл пик конкуренции между eSF и KeSPA. В конкуренции среди командных соревнований победила KeSPA, что привело к закрытию GSTL после её второго сезона в 2013 году. Команды, оставшиеся в eSF, в 2014—2015 годах перешли в Proleague. В индивидуальных лигах, напротив, в 2013 году закрылась OSL, организованная KeSPA. В 2014 году GSL оставалась единственной индивидуальной лигой, однако в дальнейшем к ней присоединилась StarCraft II StarLeague (SSL). В 2016 году закрылась Proleague, проведя своё первое и единственное соревнование по Legacy of the Void; за закрытием последовал последовал скандал о договорных матчах одного из самых успешных игроков StarCraft II, Ли «Life» Сын Хёна, которому до конца жизни было запрещено участвовать в соревнованиях. Это привело к снижению интереса к сцене и возрождению интереса к профессиональной сцене StarCraft: Brood War.

### Возрождение
В конце 2017 года был введён трофейный фонд StarCraft II — косметические награды и система для их получения. 25% средств от каждой покупки шло на финансирование киберспортивной сцены StarCraft II. Так, для BlizzCon 2017 было собрано 200 000 долларов США. Оставшиеся средства пошли в призовые фонды остальных турниров этого года. В 2018 году был введён новый трофейный фонд, который помог собрать 150 000 для IEM World Championship 2018 и 200 000 для BlizzCon 2018.
Во время BlizzCon 2017, Blizzard Entertainment объявила, что StarCraft II переходит на модель Free-to-play с 14 ноября 2017 года. Открытыми для всех стала первая кампания, Wings of Liberty, полный доступ к многопользовательскому режиму Legacy of the Void и кооперативному режиму, а также к секции пользовательских игр, называемой Игротекой. Это привело к возрождению интереса и количества игроков к 2018 году; многие турниры повысили число зрителей в два раза . Турнир GSL vs. the World 2018 — первый турнир GSL, выигранный некорейским игроком, финном Йооной «Serral» Соталой, — стал самым популярным за пределами Кореи корейским турниром по StarCraft II.
Также выросло признание и внимание к StarCraft II в качестве международной спортивной дисциплины. StarCraft II был включён в демонстрационный турнир, приуроченный к Зимним Олимпийским играм 2018 года, — IEM PyeongChang, спонсируемый Intel, чемпионом которого стала канадская киберспортсменка Саша «Scarlett» Хостин. Игра также присутствовала на летних Азиатских играх 2018 года, победителем которых стал корейский киберспортсмен Чо «Maru» Сон Чу.

## Международные соревнования

### Азиатские игры
Соревнования по StarCraft II проводились в рамках демонстрационных киберспортивных мероприятий на летних Азиатских игр 2018 года, проведённых в Индонезии. В соревновании приняло участие 8 стран, прошедших квалификацию в своих регионах, среди которых была и Индонезия, автоматически прошедшая квалификацию на правах организатора.
| Event                    | Золото                       | Серебро                              | Бронза                 |
| ------------------------ | ---------------------------- | ------------------------------------ | ---------------------- |
| StarCraft II (подробнее) | Чо «Maru» Сон Чу Южная Корея | Huang Yu-hsiang Китайская Республика | Trần Hồng Phúc Вьетнам |

### Азиатские игры по боевым искусствам и состязаниям в помещениях
StarCraft II включён в список киберспортивных дисциплин на Азиатских играх по боевым искусствам и состязаниям в помещениях с 2013 года. В 2017 году соревнования, проводимые в Туркменистане, бойкотировались несколькими странами, в том числе — предыдущим победителем, Южной Кореей. Кроме того, с 2017 года киберспорт стал считаться не официальным, а демонстрационным спортом, по аналогии с его статусом на Азиатских играх.
| Год (версия)              | Золото                       | Серебро                      | Бронза                     |
| ------------------------- | ---------------------------- | ---------------------------- | -------------------------- |
| 2013 (Heart of the Swarm) | Ким «sOs» Ю Джин Южная Корея | Ли «Flash» Ён Хо Южная Корея | Li Junfeng Китай           |
| 2017 (Legacy of the Void) | Zhou Hang Китай              | Wang Lei Китай               | Bataagiin Ononbat Монголия |